# Is There Love in Space?
Is There Love in Space? é o decimo álbum de estúdio do guitarrista de rock instrumental Joe Satriani. Foi lançado em
13 de abril de 2004. Mistura sons nunca antes explorado pelo artista, dando um ar inovador ao disco.
Em 2014, a revista Guitar World fez uma lista dos "50 discos que definiram o ano de 2004". Is There Love in Space? aparece na 42a posição.
Um dos destaques deste álbum é que Satriani canta pela primeira vez desde o álbum Joe Satriani, de 1995. As músicas cantadas são "Lifestyle" e "I Like the Rain".

## Faixas
Todas as faixas foram compostas por Joe Satriani.
| N.º | Título                    | Duração |  |
| 1.  | "Gnaahh"                  | 3:33    |  |
| 2.  | "Up in Flames"            | 4:33    |  |
| 3.  | "Hands in the Air"        | 4:27    |  |
| 4.  | "Lifestyle"               | 4:34    |  |
| 5.  | "Is There Love in Space?" | 4:50    |  |
| 6.  | "If I Could Fly"          | 6:31    |  |
| 7.  | "The Souls of Distortion" | 4:58    |  |
| 8.  | "Just Look Up"            | 4:50    |  |
| 9.  | "I Like the Rain"         | 4:00    |  |
| 10. | "Searching"               | 10:07   |  |
| 11. | "Bamboo"                  | 5:45    |  |

| iTunes edition bonus track |          |         |  |
| N.º                        | Título   | Duração |  |
| 12.                        | "Tumble" | 3:44    |  |

| Japanese edition bonus track |                            |         |  |
| N.º                          | Título                     | Duração |  |
| 12.                          | "Dog with Crown & Earring" | 4:32    |  |

## Créditos
- Joe Satriani – vocais (faixas 4 e 9), guitarra, teclados, baixo, harmonica, engenharia, produção
- Jeff Campitelli – baterias, percussão
- Matt Bissonette – baixo
- John Cuniberti – Pandeireta, engineering
- Z.Z. Satriani – bowed bass (faixa 11)
- Mike Manning – sound effects (faixa 9)
- Eric Caudieux – edição digital
- Justin Phelps – assistente de engenharia
- Mike Boden – assistente de engenharia
- Mike Fraser – mixagem
- George Marino – masterização

## Paradas Musicais

### Álbum
| Ano  | Ranking                       | Posição |
| ---- | ----------------------------- | ------- |
| 2004 | The Billboard 200             | #80     |
| 2004 | Billboard Top Internet Albums | #80     |
| 2004 | Schweizer Hitparade           | #83     |
| 2004 | France Albums Top 150         | #45     |
| 2004 | Dutch Albums Top 100          | #98     |
| 2004 | (FIMI)                        | 53      |
| 2004 | (IFPI)                        | 11      |